# Fonsomme
Fonsomme è un comune francese di 533 abitanti situato nel dipartimento dell'Aisne della regione dell'Alta Francia.
Si è chiamata Fonsommes fino al 22 marzo 2011.
Si trova nei pressi della sorgente della Somme. Da qui il suo nome, in antichità Fons Somma.

## Storia

### La prima guerra mondiale
Durante la prima guerra mondiale, dopo la battaglia delle Frontiere dal 7 al 24 agosto 1914, di fronte alle perdite subite, lo stato maggiore francese decise la ritirata dal Belgio. Il 27 agosto 1914 i tedeschi occuparono il villaggio e proseguirono la loro strada verso ovest. Da allora ebbe inizio l'occupazione, che durò fino a ottobre 1918. Durante tutto questo periodo, Fonsomme restò lontano dai combattimenti, trovandosi il fronte a una quarantina di chilometri a ovest verso Péronne. Il villaggio funse quindi come base arretrata per l'esercito tedesco.

Nel settembre 1918, dopo aspri combattimenti, la Linea Hindenburg fu superata sul Canale di San Quintino e a poco a poco  i Tedeschi, attaccati dalle truppe franco-australiane rincularono di villaggio in villaggio. Il 12 ottobre, Fonsomme fu infine liberata. Contrariamente  ad altri villaggi dei dintorni, Fonsomme subì pochi danni. 
Il comune ricevette la Croce di guerra francese 1914-1918 il 26 ottobre 1920.
Sul monumento ai caduti sono scritti i nomi dei 26 soldati originari del comune, morti per la Francia e 5 vittime civili.

## Società

### Evoluzione demografica
Abitanti censiti